# Андреа Маньяні
Андреа Маньяні (італ. Andrea Magnani; нар. 1971, Ріміні, Італія) — італійський кінорежисер.

## Життєпис
Народився у великому італійському курортному місті Ріміні. Здобув вищу освіту у галузі політології.
У 2002 звернувся до кінематографії і працював деякий час як сценарист фільмів, а також на телебаченні.
Пізніше почав режисерську кар'єру в галузі документальних і короткометражних фільмів. 
Його фільм «Basta guardarmi» (2006) отримав високу оцінку на Всесвітньому кінофестивалі в Монреалі і Giffoni Film Festival. Фільм «Caffè Trieste» (2009) отримав премію як найкращий документальний фільм на кінофестивалі в Трієсті  (Zone di Cinema).
Перший художній комедійний фільм «Easy» був з інтересом зустрітий на кінофестивалі в Локарно, а також на фестивалі «Любов і анархія», що проходив у Гельсінкі.

## Фільмографія
Режисер
- 2017 — Easy
- 2014 — Our American Days
- 2011 — L'ispettore Coliandro
- 2009 — Caffè Trieste
- 2008 — Le ragazze di Trieste / «Дівчина з Трієста»
- 2006 — Basta guardarmi